# Římskokatolická farnost Starý Hrozenkov
Římskokatolická farnost Starý Hrozenkov je územní společenství římských katolíků v děkanátu Uherský Brod s farním kostelem Narození Panny Marie.

## Historie farnosti
První písemná zmínka o obci pochází z roku 1261. Původně byla ve Starém Hrozenkově misionářská stanice. Roku 1776 byl zde ustanoven expozita z Bojkovic, o osm let později zde byla zřízena kuracie a v roce 1803 farnost, 

## Duchovní správci
Jmenný přehled duchovních správců je dochován od poloviny 18. století. Od ledna 2014 je farářem R. D. Mgr. Bohumil Svitok.

## Bohoslužby
Ve farnosti se konají pravidelně bohoslužby ve farním kostele – v neděli i ve všední dny.

## Aktivity farnosti
Ve farnosti se pravidelně koná tříkrálová sbírka. V roce 2018 se při ní vybralo ve Starém Hrozenkově 11 591 korun.